# Poveri ma ricchissimi
Poveri ma ricchissimi è un film commedia del 2017 diretto da Fausto Brizzi, interpretata da Christian De Sica, Enrico Brignano, Lucia Ocone, Anna Mazzamauro e Lodovica Comello.
Il film è il sequel di Poveri ma ricchi, uscito nel 2016, sempre diretto da Brizzi. Questa volta non è un remake ma si tratta di un soggetto originale dello stesso Brizzi e di Marco Martani.

## Trama
La famiglia Tucci, tornata povera, sta per dire addio alla tanto amata nonna Nicoletta, la quale è stata colpita da una grave malattia. Tuttavia, Kevi rivela alla nonna che lui ed il maggiordomo Gustavo hanno inventato la storia della truffa e hanno messo i loro soldi in banca, i quali sono persino lievitati, e l’anziana si riprende e grida dalla felicità. Così, i Tucci scoprono di essere ancora ricchi e decidono inizialmente di aprire una friggitoria, ma viene in seguito accolta la proposta di Tamara di far diventare Torresecca uno stato indipendente. I Tucci dunque si organizzano per uscire dall'Italia e non pagare più le tasse.
L'idea funziona e Torresecca esce ufficialmente dall'Italia, con Danilo come Principe e Marcello come Presidente del Consiglio, la cui moglie, ovvero Valentina, è in procinto di avere un bambino. Durante la festa di inaugurazione dell'uscita dall'Italia di Torresecca, Loredana fa la conoscenza di Rudy, un uomo che si dimostra sin da subito interessato alla donna. Intanto, Danilo conosce Chloe, una ragazza che dice di essere sua figlia, ma l'uomo pensa che sia solo uno scherzo.
Il mattino seguente, Valentina presenta a Marcello suo padre Libero, il quale è un ex carcerato e odia i romani. Libero, la sera stessa viene beccato da Marcello al cellulare e quest'ultimo pensa che Libero voglia fare una rapina in casa dei Tucci, i quali hanno deciso di trasferirsi in un castello, così Marcello lo pedina mentre scambia dei soldi con degli uomini ad un bar. Lì, Danilo si incontra con la ragazza che dice di essere sua figlia e Marcello li vede.    Una volta che la ragazza se ne va Danilo spiega il tutto a Marcello e prega di non dire niente a Loredana. Marcello consiglia a Danilo di fare il test del DNA per scoprire se quella ragazza è veramente sua figlia, e il test si rivela positivo. 
Il giorno stesso, i Tucci decidono di riportare al posto dell'Euro le vecchie Lire, idea della nonna Nicoletta adesso regina madre, e tale operazione sarebbe stata effettuata a mezzanotte del nuovo anno. Intanto il presidente del Consiglio italiano e Danilo si litigano e picchiano in tv, mentre Loredana, arrabbiata per il fatto di Chloe, va dallo spasimante Rudy con cui attua giochi erotici e poi si addormenta. La mattina dopo Loredana torna al castello e scopre, infastidita, che Chloe  è stata invitata dal padre a trasferirsi lì. Durante la seguente riunione si decide di fare una festa al castello dei Tucci, in occasione di Natale, alla quale invitare tutti i nobili europei. In quell’occasione Loredana si traveste con un vestito appariscente classico della matrigna di Cenerentola e imprigiona Chloe nei sotterranei, che però viene liberata da Gustavo e onorata dal padre durante i festeggiamenti. Loredana scrive una lettera a Danilo sui loro valori originari dicendo quasi esplicitamente di tradirlo e va nella proprietà di Rudy, dove sente che l’uomo parla male di lei con due suoi amici, venuti per partecipare all’incontro amoroso, e decide di vendicarsi frustandoli fortemente. Danilo, Marcello e Libero vengono minacciati da due scagnozzi kazaki, di un ex-socio di Libero, e obbligati a recuperare una tela. I primi due si travestono da Babbo Natale ed elfo e la recuperano, ma al ritorno Valentina chiede loro dov’erano.
Alla vigilia di Capodanno, il presidente del Consiglio italiano per annientare Danilo Tucci stacca Sky Sport ai cittadini di Torresecca, che successivamente protestano sotto il castello. Valentina ha le doglie e viene portata in ospedale dal padre, mentre Danilo fa il discorso di fine anno e si dimette da capo di Stato, proponendo di rientrare in Italia e di dividere i suoi numerosissimi soldi a tutte le famiglie di Torresecca. Le donne della sua famiglia, specialmente la suocera, diventano furiose per questa decisione. Kevi, però, viene interrotto dal padre durante il discorso, e riesce a rivelargli solo dopo al padre che qualcuno ha fatto un bonifico di 112 milioni di euro togliendoli dal conto dei Tucci. Valentina partorisce assistita prima da Libero e poi da Marcello, con cui decide di chiamare la loro figlia, una femmina, Martina. La colpa del bonifico ricade su Chloe, che viene raggiunta all’imbarco dell’aeroporto dalla sua famiglia furiosa. Rivela che è stata aiutata da Gustavo,  con cui si è fidanzata, e che non è in realtà figlia illegittima di Danilo, avendo usato per il test del DNA un bicchiere da cui aveva bevuto Tamara. Kevi scopre che la transazione di Gustavo è stata fatta in lire, e che quindi non hanno preso quasi niente di soldi, rimasti alla famiglia Tucci tutti e 216 i miliardi di lire. Chloe lascia Gustavo, che viene parzialmente perdonato e picchiato.
Alla fine, i Tucci si ribellano all'ondata brexit ed alle vecchie Lire, che verranno abrogate e lasceranno nuovamente il posto all'Euro, mentre Torresecca ritorna in Italia e le sue famiglie ricevono (tristemente per i Tucci) tutti i loro soldi. Infine loro, compreso Libero, fondano il fast food a base di supplì McTucci.

## Luoghi delle riprese
Le riprese si sono svolte tra il borgo medievale e il Castello di Ostia Antica, alternato al Castello Odescalchi di Bracciano. Gli interni del castello sono stati girati al Castello di Torcrescenza a Roma.

## Distribuzione
Il trailer ufficiale del film viene diffuso il 21 novembre 2017 dopo quattro teaser trailer, due distribuiti sulla pagina Facebook ufficiale del film e altri due sul sito cinematographe.it.
Il film viene distribuito nelle sale cinematografiche il 14 dicembre 2017.

## Accoglienza

### Critica
Il film ha avuto giudizi contrastanti dalla critica.
Sul sito Newscinema la critica riporta: "Lasciando ampio spazio all'improvvisazione, Fausto Brizzi eleva i Tucci tra le famiglie più grottesche e divertenti della commedia italiana. Un cocktail di ironia impreziosito dalle teen star Lodovica Comello e Tess Masazza che consacrano Poveri ma ricchissimi una commedia per tutte le generazioni." 
Gabriele Niola di Bad Taste, a proposito di Lucia Ocone (interprete del personaggio di Loredana Bertocchi), ha scritto "Poveri Ma Ricchissimi è in tutto e per tutto un suo show, è lei l’unica in grado di creare un carattere, di mettere in fila gag, trovate, movimenti, battute e improvvisazioni coerenti con chi sta interpretando, spunti unici e ogni volta freschi. Invece che far cadere l’ironia dove la attendiamo, Lucia Ocone sorprende e infila le battute nell’inaspettato, come se giocasse d’anticipo.".
Sul sito MYmovies.it ha un punteggio di 2.5/5, con il commento che recita "Il film non affonda il colpo e si muove con eccessiva cautela su un terreno che avrebbe dovuto fornire innumerevoli spunti comici e satirici". Il Corriere della Sera scrive “Tutto così scontato e volgare che si esce con una tristezza infinita, anche per i talenti sprecati degli attori”, mentre Comingsoon.it dà al film un punteggio di 2.5/5.

### Incassi
Poveri ma ricchissimi è stato Il più visto nei cinema italiani il giorno di Natale, portando al cinema 159.378 spettatori per un incasso, secondo i dati Cinetel, di 1.089.664 euro, battendo sia i cinepanettoni rivali (Natale da chef e Super vacanze di Natale) che Star Wars: Gli ultimi Jedi.
Il film dopo 3 settimane di programmazione ha incassato 6200000 €.

## Colonna sonora
La colonna sonora è di Matteo Cantaluppi e Tommaso Paradiso del gruppo musicale italiano Thegiornalisti .